# تیم ملی فوتبال ایالات متحده آمریکا
تیم ملی فوتبال مردان ایالات متحده آمریکا (به انگلیسی: United States men's national soccer team) با کوته‌نوشت «USMNT»، معروف به تیم یواس‌ای (به انگلیسی: Team-USA)، تیم ملی فوتبال بزرگسالان ایالات متحده آمریکا می‌باشد.
این تیم زیر نظر فدراسیون فوتبال آمریکا قرار دارد و بهترین رتبه‌ای که در رده‌بندی فیفا بدست آورده مقام چهارم بوده‌است. این تیم در ۱۰ دوره جام‌جهانی حضور داشته که نخستین دورهٔ آن در جام جهانی ۱۹۳۰ بوده‌است. این تیم از جام جهانی ۱۹۹۰ تا جام جهانی ۲۰۱۴ به صورت پیوسته در پیکارهای جام جهانی حضور داشته‌است. همچنین تیم ملی این کشور یک بار در پانزدهمین دوره جام جهانی در جام جهانی ۱۹۹۴ میزبانی این مسابقات را بر عهده داشته‌است. پایهٔ تیم ملی فوتبال آمریکا لیگ برتر فوتبال ایالات متحده آمریکا می‌باشد.

## آمار رقابتی

### جام جهانی فوتبال
| تاریخچه جام جهانی فوتبال | تاریخچه جام جهانی فوتبال |
| ------------------------ | --- |
| نخستین بازی              | ایالات متحده آمریکا ۳–۰ بلژیک · (۱۳ ژوئیه ۱۹۳۰; مونته‌ویدئو، اروگوئه)                                                                            |
| Biggest win              | ایالات متحده آمریکا ۳–۰ بلژیک · (۱۳ ژوئیه ۱۹۳۰; مونته‌ویدئو، اروگوئه) · ایالات متحده آمریکا ۳–۰ پاراگوئه · (ژوئیه ۱۷, ۱۹۳۰; مونته‌ویدئو، اروگوئه) |
| بدترین شکست              | ایتالیا ۷–۱ ایالات متحده آمریکا · (۲۷ مه ۱۹۳۴; رم، ایتالیا)                                                                                     |
| بهترین نتیجه             | مقام سوم در ۱۹۳۰ |
| Second-بهترین نتیجه      | ۸مقام ام در ۲۰۰۲ |
| بدترین نتیجه             | ۳۲مقام ام در ۱۹۹۸ |
| Second-بدترین نتیجه      | ۲۵مقام ام در ۲۰۰۶ |

### جام طلایی کونکاکاف
قهرمانی کونکاکاف ۱۹۶۳–۱۹۸۹, جام طلایی کونکاکاف ۱۹۹۱–اکنون
| سال   | نتیجه         | مقام     | Pld      | W        | D        | L        | GF       | GA       | ترکیب    |
| ----- | ------------- | -------- | -------- | -------- | -------- | -------- | -------- | -------- | -------- |
| ۱۹۶۳  | شرکت‌نکرد      | شرکت‌نکرد | شرکت‌نکرد | شرکت‌نکرد | شرکت‌نکرد | شرکت‌نکرد | شرکت‌نکرد | شرکت‌نکرد | شرکت‌نکرد |
| ۱۹۶۵  | شرکت‌نکرد      | شرکت‌نکرد | شرکت‌نکرد | شرکت‌نکرد | شرکت‌نکرد | شرکت‌نکرد | شرکت‌نکرد | شرکت‌نکرد | شرکت‌نکرد |
| ۱۹۶۷  | شرکت‌نکرد      | شرکت‌نکرد | شرکت‌نکرد | شرکت‌نکرد | شرکت‌نکرد | شرکت‌نکرد | شرکت‌نکرد | شرکت‌نکرد | شرکت‌نکرد |
| ۱۹۶۹  | راه‌نیافت      | راه‌نیافت | راه‌نیافت | راه‌نیافت | راه‌نیافت | راه‌نیافت | راه‌نیافت | راه‌نیافت | راه‌نیافت |
| ۱۹۷۱  | شرکت‌نکرد      | شرکت‌نکرد | شرکت‌نکرد | شرکت‌نکرد | شرکت‌نکرد | شرکت‌نکرد | شرکت‌نکرد | شرکت‌نکرد | شرکت‌نکرد |
| ۱۹۷۳  | راه‌نیافت      | راه‌نیافت | راه‌نیافت | راه‌نیافت | راه‌نیافت | راه‌نیافت | راه‌نیافت | راه‌نیافت | راه‌نیافت |
| ۱۹۷۷  | راه‌نیافت      | راه‌نیافت | راه‌نیافت | راه‌نیافت | راه‌نیافت | راه‌نیافت | راه‌نیافت | راه‌نیافت | راه‌نیافت |
| ۱۹۸۱  | راه‌نیافت      | راه‌نیافت | راه‌نیافت | راه‌نیافت | راه‌نیافت | راه‌نیافت | راه‌نیافت | راه‌نیافت | راه‌نیافت |
| ۱۹۸۵  | مرحله گروهی   | ۶ام      | ۴        | ۲        | ۱        | ۱        | ۴        | ۳        |          |
| ۱۹۸۹  | نایب قهرمانی  | ۲ام      | ۸        | ۴        | ۳        | ۱        | ۶        | ۳        |          |
| ۱۹۹۱  | قهرمانی       | ۱ام      | ۵        | ۴        | ۱        | ۰        | ۱۰       | ۳        | ترکیب    |
| ۱۹۹۳  | نایب قهرمانی  | ۲ام      | ۵        | ۴        | ۰        | ۱        | ۵        | ۵        | ترکیب    |
| ۱۹۹۶  | مقام سوم      | ۳ام      | ۴        | ۳        | ۰        | ۱        | ۸        | ۳        | ترکیب    |
| ۱۹۹۸  | نایب قهرمانی  | ۲ام      | ۴        | ۳        | ۰        | ۱        | ۶        | ۲        | ترکیب    |
| ۲۰۰۰  | یک‌چهارم نهایی | ۵ام      | ۳        | ۲        | ۱        | ۰        | ۶        | ۲        | ترکیب    |
| ۲۰۰۲  | قهرمانی       | ۱ام      | ۵        | ۴        | ۱        | ۰        | ۹        | ۱        | ترکیب    |
| ۲۰۰۳  | مقام سوم      | ۳ام      | ۵        | ۴        | ۰        | ۱        | ۱۳       | ۴        | ترکیب    |
| ۲۰۰۵  | قهرمانی       | ۱ام      | ۶        | ۴        | ۲        | ۰        | ۱۱       | ۳        | ترکیب    |
| ۲۰۰۷  | قهرمانی       | ۱ام      | ۶        | ۶        | ۰        | ۰        | ۱۳       | ۳        | ترکیب    |
| ۲۰۰۹  | نایب قهرمانی  | ۲ام      | ۶        | ۴        | ۱        | ۱        | ۱۲       | ۸        | ترکیب    |
| ۲۰۱۱  | نایب قهرمانی  | ۲ام      | ۶        | ۴        | ۰        | ۲        | ۹        | ۶        | ترکیب    |
| ۲۰۱۳  | قهرمانی       | ۱ام      | ۶        | ۶        | ۰        | ۰        | ۲۰       | ۴        | ترکیب    |
| ۲۰۱۵  | مقام چهارم ام | ۴ام      | ۶        | ۳        | ۲        | ۱        | ۱۲       | ۵        | ترکیب    |
| ۲۰۱۷  | قهرمانی       | ۱ام      | ۶        | ۵        | ۱        | ۰        | ۱۳       | ۴        | ترکیب    |
| ۲۰۱۹  | نایب قهرمانی  | ۲ام      | ۶        | ۵        | ۰        | ۱        | ۱۵       | ۲        | ترکیب    |
| ۲۰۲۱  | قهرمانی       | ۱ام      | ۶        | ۶        | ۰        | ۰        | ۱۱       | ۱        | ترکیب    |
| مجموع | ۱۸/۲۶         | ۷ عنوان  | ۹۷       | ۷۳       | ۱۳       | ۱۱       | ۱۸۳      | ۶۲       |          |

| تاریخچه مسابقات قهرمانی و جام طلایی کونکاکاف | تاریخچه مسابقات قهرمانی و جام طلایی کونکاکاف |
| -------------------------------------------- | --- |
| نخستین بازی                                  | ترینیداد و توباگو 1–2 ایالات متحده آمریکا · (۱۵ مه ۱۹۸۵; سنت لوئیس، میزوری، ایالات متحده آمریکا)                                                                                         |
| بهترین برد                                   | ایالات متحده آمریکا 6–0 کوبا · (ژوئیه ۱۸, ۲۰۱۵; بالتیمور، ایالات متحده آمریکا) ایالات متحده آمریکا 6–0 ترینیداد و توباگو · (۲۲ ژوئن ۲۰۱۹; کلیولند، اوهایو، ایالات متحده آمریکا)          |
| بدترین شکست                                  | ایالات متحده آمریکا 0–5 مکزیک · (۲۶ ژوئیه ۲۰۰۹; رادرفورد شرقی، نیوجرسی، ایالات متحده آمریکا)                                                                                             |
| بهترین نتیجه                                 | قهرمانی در جام طلایی کونکاکاف ۱۹۹۱، جام طلایی کونکاکاف ۲۰۰۲، جام طلایی کونکاکاف ۲۰۰۵، جام طلایی کونکاکاف ۲۰۰۷، جام طلایی کونکاکاف ۲۰۱۳، جام طلایی کونکاکاف ۲۰۱۷، جام طلایی کونکاکاف ۲۰۲۱ |
| بدترین نتیجه                                 | مرحله گروهی در ۱۹۸۵ |

### لیگ ملت‌های کونکاکاف
| رکورد لیگ ملت‌های کونکاکاف | رکورد لیگ ملت‌های کونکاکاف | رکورد لیگ ملت‌های کونکاکاف | رکورد لیگ ملت‌های کونکاکاف | رکورد لیگ ملت‌های کونکاکاف | رکورد لیگ ملت‌های کونکاکاف | رکورد لیگ ملت‌های کونکاکاف | رکورد لیگ ملت‌های کونکاکاف | رکورد لیگ ملت‌های کونکاکاف | رکورد لیگ ملت‌های کونکاکاف | رکورد لیگ ملت‌های کونکاکاف | رکورد لیگ ملت‌های کونکاکاف |
| سال                       | دسته                      | گروه                      | Pld                       | W                         | D*                        | L                         | GF                        | GA                        | P/R                       | رده                       | Squad                     |
| ------------------------- | ------------------------- | ------------------------- | ------------------------- | ------------------------- | ------------------------- | ------------------------- | ------------------------- | ------------------------- | ------------------------- | ------------------------- | ------------------------- |
| ۲۰–۲۰۱۹                   | آ                         | آ                         | ۶                         | ۵                         | ۰                         | ۱                         | ۱۹                        | ۵                         |                           | ۱ام                       | ترکیب                     |
| ۲۰۲۲–۲۳                   | A                         | D                         | ۲                         | ۱                         | ۱                         | ۰                         | ۶                         | ۱                         |                           |                           |                           |
| مجموع                     | مجموع                     | مجموع                     | ۸                         | ۶                         | ۱                         | ۱                         | ۲۵                        | ۶                         | ۱ عنوان                   | ۱ عنوان                   |                           |

| تاریخچه لیگ ملت‌های کونکاکاف | تاریخچه لیگ ملت‌های کونکاکاف                                                           |
| --------------------------- | ------------------------------------------------------------------------------------- |
| نخستین بازی                 | ایالات متحده آمریکا ۷–۰ کوبا · (۱۱ اکتبر ۲۰۱۹; واشینگتن، دی.سی.، ایالات متحده آمریکا) |
| بهترین برد                  | ایالات متحده آمریکا ۷–۰ کوبا · (۱۱ اکتبر ۲۰۱۹; واشینگتن، دی.سی.، ایالات متحده آمریکا) |
| بدترین شکست                 | کانادا ۲–۰ ایالات متحده آمریکا · (۱۵ اکتبر ۲۰۱۹; تورنتو، کانادا)                      |
| بهترین نتیجه                | قهرمانی در لیگ ملت‌های کونکاکاف ۲۰–۲۰۱۹                                                |
| بدترین نتیجه                | —                                                                                     |

### کوپا آمریکا
قهرمانی آمریکای جنوبی ۱۹۱۶–۱۹۶۷, کوپا آمریکا ۱۹۷۵–اکنون
| سال                   | نتیجه       | مقام       | Pld      | W        | D        | L        | GF       | GA       |
| --------------------- | ----------- | ---------- | -------- | -------- | -------- | -------- | -------- | -------- |
| ۱۹۱۶–۱۹۹۱             | دعوت تشد    | دعوت تشد   | دعوت تشد | دعوت تشد | دعوت تشد | دعوت تشد | دعوت تشد | دعوت تشد |
| ۱۹۹۳                  | مرحله گروهی | ۱۲ام       | ۳        | ۰        | ۱        | ۲        | ۳        | ۶        |
| ۱۹۹۵                  | مقام چهارم  | ۴ام        | ۶        | ۲        | ۱        | ۳        | ۶        | ۷        |
| ۱۹۹۷–۲۰۰۴             | دعوت نشد    | دعوت نشد   | دعوت نشد | دعوت نشد | دعوت نشد | دعوت نشد | دعوت نشد | دعوت نشد |
| کوپا آمریکا ۲۰۰۷      | مرحله گروهی | ۱۲ام       | ۳        | ۰        | ۰        | ۳        | ۲        | ۸        |
| ۲۰۱۱–۲۰۱۵             | دعوت نشد    | دعوت نشد   | دعوت نشد | دعوت نشد | دعوت نشد | دعوت نشد | دعوت نشد | دعوت نشد |
| ۲۰۱۶                  | مقام چهارم  | ۴ام        | ۶        | ۳        | ۰        | ۳        | ۷        | ۸        |
| کوپا آمریکا ۲۰۱۹–۲۰۲۱ | دعوت نشد    | دعوت نشد   | دعوت نشد | دعوت نشد | دعوت نشد | دعوت نشد | دعوت نشد | دعوت نشد |
| مجموع                 | دعوت        | بدون عنوان | ۱۸       | ۵        | ۲        | ۱۱       | ۱۸       | ۲۹       |

### بازی‌های المپیک تابستانی
| سال     | نتیجه                                                       | مقام                                                        | Pld                                                         | W                                                           | D                                                           | L                                                           | GF                                                          | GA                                                          |                                                             |
| ------- | ----------------------------------------------------------- | ----------------------------------------------------------- | ----------------------------------------------------------- | ----------------------------------------------------------- | ----------------------------------------------------------- | ----------------------------------------------------------- | ----------------------------------------------------------- | ----------------------------------------------------------- | ----------------------------------------------------------- |
| ۱۸۹۶    | No soccer tournament                                        | No soccer tournament                                        | No soccer tournament                                        | No soccer tournament                                        | No soccer tournament                                        | No soccer tournament                                        | No soccer tournament                                        | No soccer tournament                                        |                                                             |
| ۱۹۰۰    | شرکت‌نکرد                                                    | شرکت‌نکرد                                                    | شرکت‌نکرد                                                    | شرکت‌نکرد                                                    | شرکت‌نکرد                                                    | شرکت‌نکرد                                                    | شرکت‌نکرد                                                    | شرکت‌نکرد                                                    |                                                             |
| ۱۹۰۴    | نقره                                                        | ۲ام                                                         | ۳                                                           | ۱                                                           | ۱                                                           | ۱                                                           | ۲                                                           | ۷                                                           |                                                             |
| ۱۹۰۴    | برنز                                                        | ۳ام                                                         | ۳                                                           | ۰                                                           | ۱                                                           | ۲                                                           | ۰                                                           | ۶                                                           |                                                             |
| ۱۹۰۸    | شرکت‌نکرد                                                    | شرکت‌نکرد                                                    | شرکت‌نکرد                                                    | شرکت‌نکرد                                                    | شرکت‌نکرد                                                    | شرکت‌نکرد                                                    | شرکت‌نکرد                                                    | شرکت‌نکرد                                                    |                                                             |
| ۱۹۱۲    | شرکت‌نکرد                                                    | شرکت‌نکرد                                                    | شرکت‌نکرد                                                    | شرکت‌نکرد                                                    | شرکت‌نکرد                                                    | شرکت‌نکرد                                                    | شرکت‌نکرد                                                    | شرکت‌نکرد                                                    |                                                             |
| ۱۹۲۰    | شرکت‌نکرد                                                    | شرکت‌نکرد                                                    | شرکت‌نکرد                                                    | شرکت‌نکرد                                                    | شرکت‌نکرد                                                    | شرکت‌نکرد                                                    | شرکت‌نکرد                                                    | شرکت‌نکرد                                                    |                                                             |
| ۱۹۲۴    | دور شانزدهم                                                 | ۱۲ام                                                        | ۲                                                           | ۱                                                           | ۰                                                           | ۱                                                           | ۱                                                           | ۳                                                           |                                                             |
| ۱۹۲۸    | دور شانزدهم                                                 | ۹ام                                                         | ۱                                                           | ۰                                                           | ۰                                                           | ۱                                                           | ۲                                                           | ۱۱                                                          |                                                             |
| ۱۹۳۲    | No soccer tournament                                        | No soccer tournament                                        | No soccer tournament                                        | No soccer tournament                                        | No soccer tournament                                        | No soccer tournament                                        | No soccer tournament                                        | No soccer tournament                                        |                                                             |
| ۱۹۳۶    | دور شانزدهم                                                 | ۹ام                                                         | ۱                                                           | ۰                                                           | ۰                                                           | ۱                                                           | ۰                                                           | ۱                                                           |                                                             |
| ۱۹۴۸    | دور شانزدهم                                                 | ۱۱ام                                                        | ۱                                                           | ۰                                                           | ۰                                                           | ۱                                                           | ۰                                                           | ۹                                                           |                                                             |
| ۱۹۵۲    | دور سی و دوم                                                | ۱۷ام                                                        | ۱                                                           | ۰                                                           | ۰                                                           | ۱                                                           | ۰                                                           | ۸                                                           |                                                             |
| ۱۹۵۶    | یک‌چهارم نهایی                                               | ۵ام                                                         | ۱                                                           | ۰                                                           | ۰                                                           | ۱                                                           | ۱                                                           | ۹                                                           |                                                             |
| ۱۹۶۰    | راه‌نیافت                                                    | راه‌نیافت                                                    | راه‌نیافت                                                    | راه‌نیافت                                                    | راه‌نیافت                                                    | راه‌نیافت                                                    | راه‌نیافت                                                    | راه‌نیافت                                                    |                                                             |
| ۱۹۶۴    | راه‌نیافت                                                    | راه‌نیافت                                                    | راه‌نیافت                                                    | راه‌نیافت                                                    | راه‌نیافت                                                    | راه‌نیافت                                                    | راه‌نیافت                                                    | راه‌نیافت                                                    |                                                             |
| ۱۹۶۸    | راه‌نیافت                                                    | راه‌نیافت                                                    | راه‌نیافت                                                    | راه‌نیافت                                                    | راه‌نیافت                                                    | راه‌نیافت                                                    | راه‌نیافت                                                    | راه‌نیافت                                                    |                                                             |
| ۱۹۷۲    | مرحله گروهی                                                 | ۱۴ام                                                        | ۳                                                           | ۰                                                           | ۱                                                           | ۲                                                           | ۰                                                           | ۱۰                                                          |                                                             |
| ۱۹۷۶    | راه‌نیافت                                                    | راه‌نیافت                                                    | راه‌نیافت                                                    | راه‌نیافت                                                    | راه‌نیافت                                                    | راه‌نیافت                                                    | راه‌نیافت                                                    | راه‌نیافت                                                    |                                                             |
| ۱۹۸۰    | راه‌یافت، بعداً تحریم                                         | راه‌یافت، بعداً تحریم                                         | راه‌یافت، بعداً تحریم                                         | راه‌یافت، بعداً تحریم                                         | راه‌یافت، بعداً تحریم                                         | راه‌یافت، بعداً تحریم                                         | راه‌یافت، بعداً تحریم                                         | راه‌یافت، بعداً تحریم                                         |                                                             |
| ۱۹۸۴    | مرحله گروهی                                                 | ۹ام                                                         | ۳                                                           | ۱                                                           | ۱                                                           | ۱                                                           | ۴                                                           | ۲                                                           |                                                             |
| ۱۹۸۸    | مرحله گروهی                                                 | ۱۲ام                                                        | ۳                                                           | ۰                                                           | ۲                                                           | ۱                                                           | ۳                                                           | ۵                                                           |                                                             |
| از ۱۹۹۲ | United States men's national under-23 soccer team را ببینید | United States men's national under-23 soccer team را ببینید | United States men's national under-23 soccer team را ببینید | United States men's national under-23 soccer team را ببینید | United States men's national under-23 soccer team را ببینید | United States men's national under-23 soccer team را ببینید | United States men's national under-23 soccer team را ببینید | United States men's national under-23 soccer team را ببینید | United States men's national under-23 soccer team را ببینید |
| مجموع   | –                                                           | ۲ام                                                         | ۲۲                                                          | ۳                                                           | ۶                                                           | ۱۳                                                          | ۱۳                                                          | ۷۱                                                          |                                                             |

### جام کنفدراسیون‌های فیفا
| تاریخچه جام کنفدراسیون‌های فیفا | تاریخچه جام کنفدراسیون‌های فیفا |
| ------------------------------ | --- |
| نخستین بازی                    | عربستان سعودی ۳–۰ ایالات متحده آمریکا · (۱۵ اکتبر ۱۹۹۲; ریاض، عربستان سعودی)                                                                        |
| بهترین برد                     | ایالات متحده آمریکا ۵–۲ ساحل عاج · (۱۹ اکتبر ۱۹۹۲; ریاض، عربستان سعودی)                                                                             |
| بدترین شکست                    | عربستان سعودی ۳–۰ ایالات متحده آمریکا · (۱۵ اکتبر ۱۹۹۲; ریاض، عربستان سعودی) ایالات متحده آمریکا ۰–۳ برزیل · (۱۸ ژوئن ۲۰۰۹; پرتوریا، آفریقای جنوبی) |
| بهترین نتیجه                   | نایب قهرمانی در جام کنفدراسیون‌ها ۲۰۰۹ |
| بدترین نتیجه                   | مرحله گروهی در جام کنفدراسیون‌ها ۲۰۰۳ |

## تاریخچه

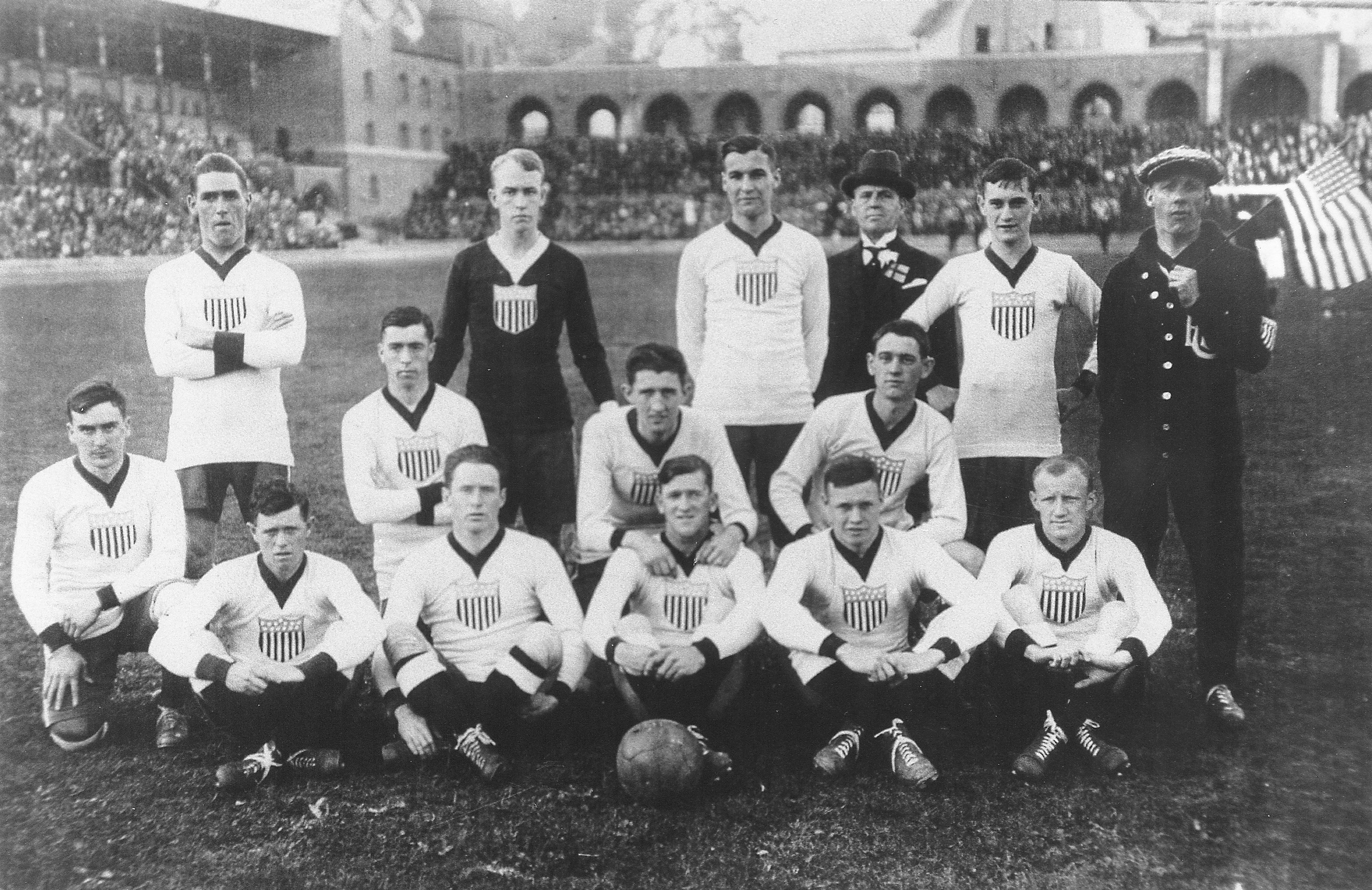
تیم ملی آمریکا در سال ۱۹۱۶ میلادی
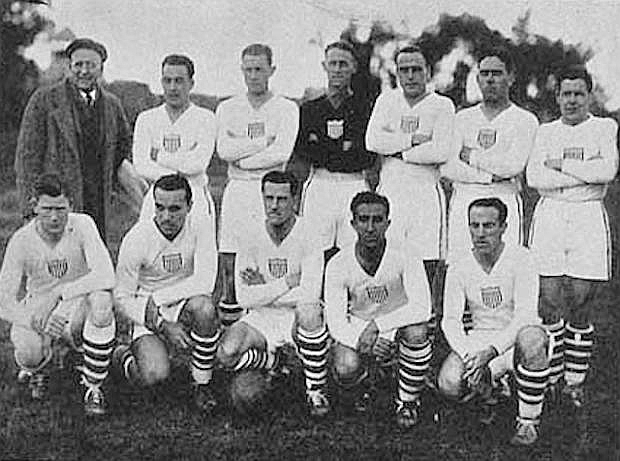
تیم ملی آمریکا در جام جهانی ۱۹۳۰

### جام جهانی ۲۰۱۰
تیم ملی فوتبال مردان آمریکا در جام جهانی فوتبال ۲۰۱۰ حضور، و با تیم‌های انگلیس، الجزایر، و اسلونی هم‌گروه بود. این تیم با ۵ امتیاز، صدرنشین گروه خود شد و به دور دوم بازی‌ها راه یافت. در دور یک‌هشتم نهایی، با نتیجه ۲–۱ به تیم ملی فوتبال غنا پس از ۱۲۰ دقیقه بازی را واگذار کرد.
در صورت برنده شدن در بازی‌های جام جهانی ۲۰۱۰، اعضای تیم ملی آمریکا قول دریافت مبلغ ۲۰ میلیون دلار را داشتند.

### جام جهانی ۲۰۱۴

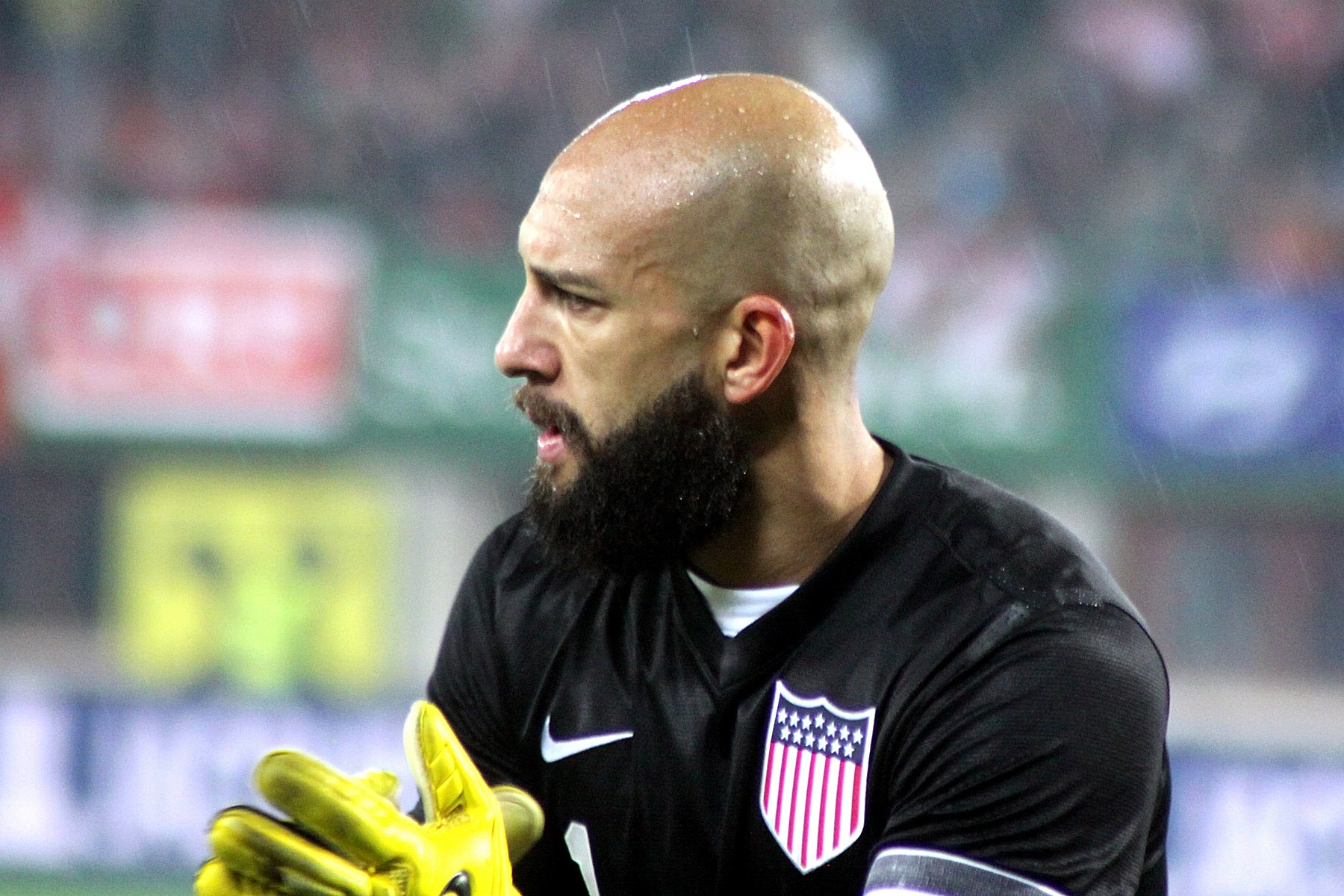
تیم هاورد سنگربان زبده تیم آمریکا که در بازی نهایی در برابر بلژیک بارها خطر مهاجمان بلژیکی را دفع کرد.

با انتخاب شدن یورگن کلینزمان (مربی آلمان در جام جهانی ۲۰۰۶) به عنوان سرمربی، تیم آمریکا از همان آغاز دچار تغییرات اساسی شد. کلینزمان شرط مربیگری خود را یک قرارداد تا سال ۲۰۱۸ و تام‌الاختیار بودنش در تمام تصمیمات عنوان کرده بود. فدراسیون نیز با این تصمیم موافقت کرد. و در نتیجه او دست به تغییراتی زد که در وهله اول با ناخرسندی عمومی و رسانه‌ها مواجه گشت، از جمله حذف بازیکنان کهنه‌کار همانند کارلوس بوکانگرا و لندون داناون از تیم ملی و دعوت بازیکنان بدون سابقه بازی ملی به اردوی تمرینات. او که با مربیان تیم ملی آلمان روابط نزدیکی داشت بازیکنان دو ملیتی (متولد آمریکا و مقیم آلمان یا بر عکس) را که در فهرست تیم ملی زیر ۲۱ سال آلمان قرار داشتند را به آمریکا دعوت کرد. به‌طور نمونه می‌توان به جولیان گرین اشاره کرد که با داشتن سن ۱۹ سال در بایرن مونیخ بازی می‌کرد.
این تصمیم کلینزمان در بازی‌های گروهی نتیجه داد. آمریکا که در گروه هفتم (که به «گروه مرگ» شهرت یافت) قرار گرفته بود با تیم‌های ملی پرتغال، آلمان، و غنا همگروه شد. در بازی اول تیم آمریکا با اتکا به قدرت بدنی و سود جستن از شرایط مطلوب و نتایج نزدیک چندین ماه تمرینات سنگین و مداوم در برزیل و اردوی تیم ملی توانست غنا را با نتیجه ۲–۱ شکست دهد.
تیم پرتغال که در بازی اول خود شکست سنگینی (۴–۰) از آلمان خورده بود در بازی دوم در صدد گرفتن سه امتیاز خود با نمایش گذاشتن یک بازی تهاجمی برآمد. اما کلینزمان با انبوه‌سازی خط میانی این فرصت را به آن‌ها نداد و بازی با وجود تلاش فراوان کریستین رونالدو (ستاره پرتغالی باشگاه رئال مادرید) با نتیجه ۲–۲ خاتمه یافت. در بازی سوم آمریکا در لاک دفاعی فرورفت تا مانع یا کمینه‌سازی صدمات سنگین خط حمله تیم ملی آلمان شود. و از همین‌جا بود که بازی فقط با یک گل به سود آلمان با تمام رسید. به این ترتیب آمریکا به عنوان نماینده دوم گروه (پس از آلمان) و با داشتن ۴ امتیاز به مرحله دوم صعود کرد و غنا و پرتغال حذف شدند.
در مرحله یک‌هشتم نهایی، آمریکا به مصاف بلژیک رفت و در یک بازی طاقت فرسا پس از ۱۲۰ دقیقه با وجود تلاش خارق‌العاده و استثنایی تیم هاورد، آمریکا سرانجام با نتیجه ۲–۱ مغلوب ستارگان بلژیک شد. تک گل زیبای آمریکا در وقت اضافه توسط جولیان گرین نوزده ساله به ثمر رسید و نشان داد که مربی آلمانی تیم آمریکا در دعوتش به تیم ملی تصمیم درستی گرفته‌است.
بر خلاف جام‌های قبلی این بار در برزیل برای نخستین بار بازی‌های تیم ملی آمریکا در شبکه‌های آمریکا پوشش وسیع داده شدند و تعداد بسیار بیشتری از مردم در سطح شهرهای آمریکا بازی‌های جام جهانی را دنبال کردند که این خود یک پیروزی بزرگ برای فدراسیون فوتبال آمریکا محسوب می‌شد.

### جام جهانی ۲۰۱۸
در همان بینابین بازی‌های جام جهانی ۲۰۱۴، سرمربی تیم یورگن کلینزمان به دلیل انتخاب و ترکیباتی که به کار برد مخالفان زیادی پیدا کرد. اعتقاد او بر این بود که آمریکا امکان راه یافتن به نیمه نهایی را ندارد و لذا صلاح بر این است که بازیکنان جوان و تازه‌کار را به تیم ملی فراخوانده و به آن‌ها تجربه ارزشمند حضور در جام جهانی را داد. به‌طور نمونه لندون داناون ملی پوش کهنه‌کار یکی از کسانی بود که از این تصمیمات سرمربی علناً ناراضی بود. کلینزمان معتقد بود که تیم آمریکا باید از ریشه و پایه با یک ترکیب کاملاً جدید آغاز به کار کند و جلو جلو سخن از کار درازمدت برای جام بعدی می‌گفت درصورتی‌که هنوز آمریکا از جام حذف نشده بود.
این وضع کماکان ادامه یافت و پس از یک سری نتایج ضعیف در سال بعد و به نتیجه نرسیدن کوتاه مدت سیاست جوانگرایی وسیع او در تیم، و با انباشته شدن مخالفان و حمله‌های شدید و مکرر مطبوعات به وی سرانجام فدراسیون او را برکنار کرد و سرمربی و کادر جدیدی جایگزین گروه کلینزمان کرد. اما تغییرات مربیان جدید در بازگرداندن ملی پوشان قدیمی کارگر نیفتاد و آمریکا در مراحل مقدماتی جام جهانی ۲۰۱۸ حذف شد که خشم سراسری محافل ورزشی کشور را برانگیخت و درخواست استعفای رئیس فدراسیون آمریکا قویاً مطالبه گردید. کشمکش‌های درون فدراسیون و جبهه‌گیری‌های سیاسی کماکان تا امروز ادامه دارد و در رسانه‌ها و محافل آمریکا سیاست‌های فدراسیون مورد انتقاد می‌باشد. از جمله سیاست‌های مورد حمله و بحث در رسانه‌ها سیستم ضعیف باشگاهی کشور و عدم توانایی تولید و نگهداری استعدادهای درخشان و جدید می‌باشد.

## نتایج و مسابقات

### ۲۰۲۱
| 18 دسامبر بازی دوستانه | ایالات متحده آمریکا | ۱–۰   | بوسنی و هرزگوین | کارسون، کالیفرنیا                                                                                  |
| 20:00 ET               | - Bassett ۸۹'       | گزارش |                 | ورزشگاه: ورزشگاه استاب هاب سنتر تماشاگران: ۱۱٬۰۴۴ داور: Keylor Herrera (فدراسیون فوتبال کاستاریکا) |

### ۲۰۲۲
| 27 ژانویه WCQ R3 | ایالات متحده آمریکا  | ۱–۰   | السالوادور | کلمبوس، اوهایو                                                                          |
| 19:00 ET         | - آنتونی رابینسن ۵۲' | گزارش |            | ورزشگاه: Lower.com Field تماشاگران: ۲۰٬۰۰۰ داور: Bryan López (فدراسیون فوتبال گواتمالا) |

| 30 ژانویه WCQ R3 | کانادا                             | ۲–۰   | ایالات متحده آمریکا | همیلتون، انتاریو، کانادا                                                                     |
| 15:05 ET         | - سایل لارین ۷' - سم آدکوگبی ۹۰+۵' | گزارش |                     | ورزشگاه: Tim Hortons Field تماشاگران: ۱۲٬۰۰۰ داور: سزار آرتورو راموس (فدراسیون فوتبال مکزیک) |

| 2 فوریه WCQ R3 | ایالات متحده آمریکا                                     | ۳–۰   | هندوراس | سینت پال، مینه‌سوتا                                                     |
| 19:30 ET       | - وستن مک‌کنی ۸' - واکر زیمرمن ۳۷' - کریستین پولیسیک ۶۷' | گزارش |         | ورزشگاه: Allianz Field تماشاگران: ۱۹٬۲۰۲ داور: Oshane Nation (Jamaica) |

| 24 مارس WCQ R3 | مکزیک | ۰–۰   | ایالات متحده آمریکا | مکزیکوسیتی، مکزیک                                                                       |
| 22:00 ET       |       | گزارش |                     | ورزشگاه: ورزشگاه آزتکا تماشاگران: ۴۷٬۰۰۰ داور: ماریو اسکوبار (فدراسیون فوتبال گواتمالا) |

| 27 مارس WCQ R3 | ایالات متحده آمریکا                                                                     | ۵–۱   | پاناما             | اورلندو، فلوریدا                                                                                |
| 19:00 ET       | - کریستین پولیسیک ۱۷' (پنالتی)، ۴۵+۴' (پنالتی)، ۶۵' - پائول آریولا ۲۳' - ژسوس فریرا ۲۷' | گزارش | - انیبال گودوی ۸۶' | ورزشگاه: ورزشگاه اورلاندو سیتی تماشاگران: ۲۵٬۰۲۲ داور: Iván Barton (فدراسیون فوتبال السالوادور) |

| 30 مارس WCQ R3 | کاستاریکا                                     | ۲–۰   | ایالات متحده آمریکا | سان خوزه، کاستاریکا                                                                          |
| 21:00 ET       | - خوان پابلو وارگاس ۵۱' - آنتونی کونترراس ۵۹' | گزارش |                     | ورزشگاه: ورزشگاه ملی کاستاریکا تماشاگران: ۳۵٬۰۰۰ داور: Drew Fischer (فدراسیون فوتبال کانادا) |

| June 1 بازی دوستانه | ایالات متحده آمریکا                                          | ۳–۰   | مراکش | سینسیناتی، اوهایو، اوهایو                                                                |
|                     | - برندن آرونسن ۲۶' - تیموتی وه‌آ ۳۲' - حاجی رایت ۶۴' (پنالتی) | گزارش |       | ورزشگاه: TQL Stadium تماشاگران: ۲۴٬۰۰۲ داور: Ismael Cornejo (فدراسیون فوتبال السالوادور) |

| 5 ژوئن بازی دوستانه | ایالات متحده آمریکا | ۰–۰   | اروگوئه | کانزاس‌سیتی، کانزاس                                                                            |
| 17:00 ET            |                     | گزارش |         | ورزشگاه: ورزشگاه چیلدرنز مرسی تماشاگران: ۱۹٬۵۶۹ داور: Adonai Escobedo (فدراسیون فوتبال مکزیک) |

| June 10 Nations League GS | ایالات متحده آمریکا                                | ۵–۰   | گرنادا | آستین، تگزاس، تگزاس                                                               |
| 22:00 ET                  | - ژسوس فریرا ۴۳'، ۵۴'، ۵۶'، ۷۸' - پائول آریولا ۶۲' | گزارش |        | ورزشگاه: Q2 Stadium تماشاگران: ۲۰٬۵۰۰ داور: سید مارتینس (فدراسیون فوتبال هندوراس) |

| چ14 ژوئن Nations League GS | السالوادور  | ۱–۱   | ایالات متحده آمریکا | سان سالوادور، السالوادور                                                                    |
| 22:00 ET                   | - Larín ۳۵' | گزارش | - جردن موریس ۹۰+۱'  | ورزشگاه: Estadio Cuscatlán تماشاگران: ۶٬۳۱۳ داور: سزار آرتورو راموس (فدراسیون فوتبال مکزیک) |

| 23 سپتامبر بازی دوستانه | ژاپن                                   | ۲–۰   | ایالات متحده آمریکا | دوسلدورف، آلمان                                                                      |
| 08:25 ET                | - دایچی کامادا ۲۴' - کائورو میتوما ۸۸' | گزارش |                     | ورزشگاه: مرکور اشپیل-آرنا تماشاگران: ۵٬۱۴۹ داور: فلیکس زوایر (فدراسیون فوتبال آلمان) |

| 27 سپتامبر بازی دوستانه | عربستان سعودی | ۰–۰   | ایالات متحده آمریکا | مورسیا، اسپانیا                                                                          |
| 14:00 ET                |               | گزارش |                     | ورزشگاه: ورزشگاه جدید کوندومینا تماشاگران: ۳۶۴ داور: Ivan Bebek (فدراسیون فوتبال کرواسی) |

| \21 نوامبر گروه B جام جهانی فوتبال ۲۰۲۲ | ایالات متحده آمریکا | ۱–۱   | ولز                    | شهرداری الریان، قطر                                                                         |
| 14:00 ET                                | - تیموتی وه‌آ ۳۶'    | گزارش | - گرت بیل ۸۲' (پنالتی) | ورزشگاه: ورزشگاه احمد بن علی تماشاگران: ۴۳٬۴۱۸ داور: عبدالرحمن الجاسم (فدراسیون فوتبال قطر) |

| 25 نوامبر گروه B جام جهانی فوتبال ۲۰۲۲ | انگلستان | ۰–۰   | ایالات متحده آمریکا | شهرداری الخور، قطر                                                                      |
| 14:00 ET                               |          | گزارش |                     | ورزشگاه: ورزشگاه البیت تماشاگران: ۶۸٬۴۶۳ داور: خسوس والنسوئلا (فدراسیون فوتبال ونزوئلا) |

| 29 نوامبر گروه B جام جهانی فوتبال ۲۰۲۲ | ایران | ۰–۱   | ایالات متحده آمریکا   | دوحه، قطر                                                                                            |
| 14:00 ET                               |       | گزارش | - کریستین پولیسیک ۳۸' | ورزشگاه: ورزشگاه الثمامه تماشاگران: ۴۲٬۱۲۷ داور: آنتونیو متئو لائوس (فدراسیون فوتبال سلطنتی اسپانیا) |

| December 3 مرحله حذفی جام جهانی فوتبال ۲۰۲۲ | هلند | v     | ایالات متحده آمریکا | شهرداری الریان، قطر              |
|                                             |      | گزارش |                     | ورزشگاه: ورزشگاه بین‌المللی خلیفه |

### ۲۰۲۳
| 25 ژانویه بازی دوستانه | ایالات متحده آمریکا | v | صربستان | لس آنجلس                            |
|                        |                     |   |         | ورزشگاه: Banc of California Stadium |

| 28 ژانویه بازی دوستانه | ایالات متحده آمریکا | v | کلمبیا | کارسون، کالیفرنیا               |
|                        |                     |   |        | ورزشگاه: ورزشگاه استاب هاب سنتر |

| 24 مارس Nations League GS | گرنادا | v     | ایالات متحده آمریکا | سینت‌جورجس، گرنادا                      |
| TBD ET                    |        | گزارش |                     | ورزشگاه: Kirani James Athletic Stadium |

| 27 مارس Nations League GS | ایالات متحده آمریکا | v     | السالوادور | ایالات متحده آمریکا |
| TBD ET                    |                     | گزارش |            | ورزشگاه: نامعلوم    |

## ترکیب سال ۲۰۲۲
ترکیب سال ۲۰۲۲ تیم ملی فوتبال آمریکا عبارت بود از:
The following 26 players were named to the squad for the جام جهانی فوتبال ۲۰۲۲.

Caps and گل are updated as of November 25, 2022, after the match against تیم ملی فوتبال انگلستان.
| ش. | پست       | بازیکن                | ت‌ت (سن)                  | بازی | گل | باشگاه                            |
| -- | --------- | --------------------- | ------------------------ | ---- | -- | --------------------------------- |
| 1  | دروازه‌بان | مت ترنر               | ۲۴ ژوئن ۱۹۹۴ ‏(۳۰ سال)    | 22   | 0  | باشگاه فوتبال آرسنال              |
| 12 | دروازه‌بان | اتان هورواث           | ۹ ژوئن ۱۹۹۵ ‏(۲۹ سال)     | 8    | 0  | باشگاه فوتبال لوتون تاون          |
| 25 | دروازه‌بان | سین جانسون            | ۳۱ مهٔ ۱۹۸۹ ‏(۳۵ سال)      | 10   | 0  | باشگاه فوتبال نیویورک سیتی        |
|    |           |                       |                          |      |    |                                   |
| 2  | مدافع     | سرجینیو دست           | ۳ نوامبر ۲۰۰۰ ‏(۲۴ سال)   | 21   | 2  | باشگاه فوتبال آ.ث. میلان          |
| 3  | مدافع     | واکر زیمرمن           | ۱۹ مهٔ ۱۹۹۳ ‏(۳۱ سال)      | 35   | 3  | باشگاه فوتبال نشویل               |
| 5  | مدافع     | آنتونی رابینسن        | ۸ اوت ۱۹۹۷ ‏(۲۷ سال)      | 31   | 2  | باشگاه فوتبال فولام               |
| 13 | مدافع     | تیم ریم               | ۵ اکتبر ۱۹۸۷ ‏(۳۷ سال)    | 48   | 1  | باشگاه فوتبال فولام               |
| 15 | مدافع     | آرون لانگ             | ۱۲ اکتبر ۱۹۹۲ ‏(۳۲ سال)   | 29   | 3  | باشگاه فوتبال نیویورک رد بولز     |
| 18 | مدافع     | شک مور                | ۲ نوامبر ۱۹۹۶ ‏(۲۸ سال)   | 16   | 1  | باشگاه فوتبال نشویل               |
| 20 | مدافع     | کمرون کارتر-ویکرز     | ۳۱ دسامبر ۱۹۹۷ ‏(۲۷ سال)  | 11   | 0  | باشگاه فوتبال سلتیک               |
| 22 | مدافع     | دآندره یدلین          | ۹ ژوئیهٔ ۱۹۹۳ ‏(۳۱ سال)    | 76   | 0  | باشگاه فوتبال اینتر میامی         |
| 26 | مدافع     | جو اسکالی             | ۳۱ دسامبر ۲۰۰۲ ‏(۲۲ سال)  | 3    | 0  | باشگاه فوتبال بروسیا مونشن‌گلادباخ |
|    |           |                       |                          |      |    |                                   |
| 4  | هافبک     | تایلر آدامز (کاپیتان) | ۱۴ فوریهٔ ۱۹۹۹ ‏(۲۶ سال)   | 34   | 1  | باشگاه فوتبال لیدز یونایتد        |
| 6  | هافبک     | یونس موسی             | ۲۹ نوامبر ۲۰۰۲ ‏(۲۲ سال)  | 21   | 0  | باشگاه فوتبال والنسیا             |
| 8  | هافبک     | وستن مک‌کنی            | ۲۸ اوت ۱۹۹۸ ‏(۲۶ سال)     | 39   | 9  | باشگاه فوتبال یوونتوس             |
| 11 | هافبک     | برندن آرونسن          | ۲۲ اکتبر ۲۰۰۰ ‏(۲۴ سال)   | 26   | 6  | باشگاه فوتبال لیدز یونایتد        |
| 14 | هافبک     | لوکا د لا توره        | ۲۳ مهٔ ۱۹۹۸ ‏(۲۶ سال)      | 12   | 0  | باشگاه فوتبال سلتاویگو            |
| 17 | هافبک     | کریستین رولدان        | ۳ ژوئن ۱۹۹۵ ‏(۲۹ سال)     | 32   | 0  | باشگاه فوتبال سیاتل ساندرز        |
| 23 | هافبک     | کلین آکوستا           | ۲۴ ژوئیهٔ ۱۹۹۵ ‏(۲۹ سال)   | 54   | 2  | باشگاه فوتبال لس آنجلس            |
|    |           |                       |                          |      |    |                                   |
| 7  | مهاجم     | جیووانی رینا          | ۱۳ نوامبر ۲۰۰۲ ‏(۲۲ سال)  | 15   | 4  | باشگاه فوتبال بروسیا دورتموند     |
| 9  | مهاجم     | ژسوس فریرا            | ۲۴ دسامبر ۲۰۰۰ ‏(۲۴ سال)  | 15   | 7  | اف‌سی دالاس                        |
| 10 | مهاجم     | کریستین پولیسیک       | ۱۸ سپتامبر ۱۹۹۸ ‏(۲۶ سال) | 54   | 21 | باشگاه فوتبال چلسی                |
| 16 | مهاجم     | جردن موریس            | ۲۶ اکتبر ۱۹۹۴ ‏(۳۰ سال)   | 50   | 11 | باشگاه فوتبال سیاتل ساندرز        |
| 19 | مهاجم     | حاجی رایت             | ۲۷ مارس ۱۹۹۸ ‏(۲۶ سال)    | 5    | 1  | باشگاه فوتبال آنتالیااسپور        |
| 21 | مهاجم     | تیموتی وه‌آ            | ۲۲ فوریهٔ ۲۰۰۰ ‏(۲۵ سال)   | 27   | 4  | باشگاه فوتبال لیل                 |
| 24 | مهاجم     | جاش سارجنت            | ۲۰ فوریهٔ ۲۰۰۰ ‏(۲۵ سال)   | 22   | 5  | باشگاه فوتبال نوریچ سیتی          |

### Recent call-ups
The following players have been called up for the team within the last twelve months.
| پست                                               | نام بازیکن         | تاریخ تولد (سن)          | بازی‌ | گل‌ | باشگاه                             | آخرین دعوت                                |
| ------------------------------------------------- | ------------------ | ------------------------ | ---- | -- | ---------------------------------- | ----------------------------------------- |
| دروازه‌بان                                         | گابریل اسلونینا    | ۱۵ مهٔ ۲۰۰۴ ‏(۲۰ سال)      | 0    | 0  | باشگاه فوتبال شیکاگو فایر          | Training camp; October 25 – ۵ نوامبر ۲۰۲۲ |
| دروازه‌بان                                         | رک استفن           | ۲ آوریل ۱۹۹۵ ‏(۲۹ سال)    | 29   | 0  | باشگاه فوتبال میدلزبرو             | v. مراکش; ۱ ژوئن ۲۰۲۲ PRE                 |
| دروازه‌بان                                         | John Pulskamp      | ۱۹ آوریل ۲۰۰۱ ‏(۲۳ سال)   | 0    | 0  | باشگاه فوتبال اسپورتینگ کانزاس‌سیتی | v. بوسنی و هرزگوین; ۱۸ دسامبر ۲۰۲۱        |
|                                                   |                    |                          |      |    |                                    |                                           |
| مدافع                                             | Mark McKenzie      | ۲۵ فوریهٔ ۱۹۹۹ ‏(۲۶ سال)   | 10   | 0  | باشگاه فوتبال خنک                  | v. عربستان سعودی; ۲۷ سپتامبر ۲۰۲۲         |
| مدافع                                             | سم واینز           | ۳۱ مهٔ ۱۹۹۹ ‏(۲۵ سال)      | 9    | 1  | باشگاه فوتبال رویال آنتورپ         | v. عربستان سعودی; ۲۷ سپتامبر ۲۰۲۲         |
| مدافع                                             | اریک پالمر-براون   | ۲۴ آوریل ۱۹۹۷ ‏(۲۷ سال)   | 4    | 0  | باشگاه فوتبال تروا                 | v. عربستان سعودی; ۲۷ سپتامبر ۲۰۲۲         |
| مدافع                                             | Reggie Cannon      | ۱۱ ژوئن ۱۹۹۸ ‏(۲۶ سال)    | 28   | 1  | باشگاه فوتبال بوآویشتا             | v. ژاپن; ۲۳ سپتامبر ۲۰۲۲ INJ              |
| مدافع                                             | کریس ریچاردز       | ۲۸ مارس ۲۰۰۰ ‏(۲۴ سال)    | 8    | 0  | باشگاه فوتبال کریستال پالاس        | v. ژاپن; ۲۳ سپتامبر ۲۰۲۲ PRE              |
| مدافع                                             | جورج بلو           | ۲۲ ژانویهٔ ۲۰۰۲ ‏(۲۳ سال)  | 7    | 0  | باشگاه فوتبال آرمینیا بیله‌فلد      | v. السالوادور; ۱۴ ژوئن ۲۰۲۲               |
| مدافع                                             | مایلز رابینسون     | ۱۴ مارس ۱۹۹۷ ‏(۲۸ سال)    | 21   | 3  | باشگاه فوتبال آتلانتا یونایتد      | v. کاستاریکا; ۳۰ مارس ۲۰۲۲ INJ            |
| مدافع                                             | بروکس لنون         | ۲۲ سپتامبر ۱۹۹۷ ‏(۲۷ سال) | 1    | 0  | باشگاه فوتبال آتلانتا یونایتد      | v. السالوادور; ۲۷ ژانویه ۲۰۲۲ INJ         |
| مدافع                                             | DeJuan Jones       | ۲۴ ژوئن ۱۹۹۷ ‏(۲۷ سال)    | 0    | 0  | باشگاه فوتبال نیوانگلند رولوشن     | Training camp; January 7–21, 2022         |
| مدافع                                             | Kobi Henry         | ۲۶ آوریل ۲۰۰۴ ‏(۲۰ سال)   | 0    | 0  | باشگاه فوتبال استاد رنس            | v. بوسنی و هرزگوین; ۱۸ دسامبر ۲۰۲۱        |
| مدافع                                             | Henry Kessler      | ۲۵ ژوئن ۱۹۹۸ ‏(۲۶ سال)    | 2    | 0  | باشگاه فوتبال نیوانگلند رولوشن     | v. بوسنی و هرزگوین; ۱۸ دسامبر ۲۰۲۱        |
| مدافع                                             | Justin Che         | ۱۸ نوامبر ۲۰۰۳ ‏(۲۱ سال)  | 0    | 0  | باشگاه فوتبال هوفنهایم             | v. بوسنی و هرزگوین; ۱۸ دسامبر ۲۰۲۱        |
| مدافع                                             | Jonathan Gómez     | ۱ سپتامبر ۲۰۰۳ ‏(۲۱ سال)  | 1    | 0  | باشگاه فوتبال رئال سوسیداد         | v. بوسنی و هرزگوین; ۱۸ دسامبر ۲۰۲۱        |
| مدافع                                             | برایان رینولدز     | ۲۸ ژوئن ۲۰۰۱ ‏(۲۳ سال)    | 2    | 0  | باشگاه فوتبال وسترلو               | v. بوسنی و هرزگوین; ۱۸ دسامبر ۲۰۲۱        |
| مدافع                                             | Kevin Paredes      | ۷ مهٔ ۲۰۰۳ ‏(۲۱ سال)       | 0    | 0  | باشگاه فوتبال وولفسبورگ            | v. بوسنی و هرزگوین; ۱۸ دسامبر ۲۰۲۱ INJ    |
|                                                   |                    |                          |      |    |                                    |                                           |
| هافبک                                             | Johnny Cardoso     | ۲۰ سپتامبر ۲۰۰۱ ‏(۲۳ سال) | 4    | 0  | باشگاه ورزشی اینترناسیونال         | v. عربستان سعودی; ۲۷ سپتامبر ۲۰۲۲         |
| هافبک                                             | مالیک تیلمن        | ۲۸ مهٔ ۲۰۰۲ ‏(۲۲ سال)      | 4    | 0  | باشگاه فوتبال رنجرز                | v. عربستان سعودی; ۲۷ سپتامبر ۲۰۲۲         |
| هافبک                                             | Djordje Mihailovic | ۱۰ نوامبر ۱۹۹۸ ‏(۲۶ سال)  | 6    | 1  | باشگاه فوتبال مونترال              | v. مراکش; ۱ ژوئن ۲۰۲۲ INJ                 |
| هافبک                                             | جانلوکا بوزیو      | ۲۸ مهٔ ۲۰۰۲ ‏(۲۲ سال)      | 9    | 0  | باشگاه فوتبال ونتزیا               | v. کاستاریکا; ۳۰ مارس ۲۰۲۲                |
| هافبک                                             | James Sands        | ۶ ژوئیهٔ ۲۰۰۰ ‏(۲۴ سال)    | 7    | 0  | باشگاه فوتبال رنجرز                | v. کاستاریکا; ۳۰ مارس ۲۰۲۲                |
| هافبک                                             | Sebastian Lletget  | ۳ سپتامبر ۱۹۹۲ ‏(۳۲ سال)  | 33   | 8  | اف‌سی دالاس                         | v. هندوراس; ۲ فوریه ۲۰۲۲                  |
| هافبک                                             | Jackson Yueill     | ۱۹ مارس ۱۹۹۷ ‏(۲۸ سال)    | 16   | 0  | باشگاه فوتبال سن‌خوزه ارث‌کوئیکز     | Training camp; January 7–21, 2022         |
| هافبک                                             | Cole Bassett       | ۲۸ ژوئیهٔ ۲۰۰۱ ‏(۲۳ سال)   | 1    | 1  | باشگاه فوتبال کلرادو رپیدز         | Training camp; January 7–21, 2022         |
| هافبک                                             | Caden Clark        | ۲۷ مهٔ ۲۰۰۳ ‏(۲۱ سال)      | 0    | 0  | باشگاه فوتبال نیویورک رد بولز      | v. بوسنی و هرزگوین; ۱۸ دسامبر ۲۰۲۱        |
|                                                   |                    |                          |      |    |                                    |                                           |
| مهاجم                                             | پائول آریولا       | ۵ فوریهٔ ۱۹۹۵ ‏(۳۰ سال)    | 48   | 10 | اف‌سی دالاس                         | Training camp; October 25 – ۵ نوامبر ۲۰۲۲ |
| مهاجم                                             | ریکاردو پپی        | ۹ ژانویهٔ ۲۰۰۳ ‏(۲۲ سال)   | 12   | 3  | باشگاه فوتبال خرونینگن             | v. عربستان سعودی; ۲۷ سپتامبر ۲۰۲۲         |
| مهاجم                                             | جردن پفوک          | ۲۶ آوریل ۱۹۹۶ ‏(۲۸ سال)   | 9    | 1  | باشگاه فوتبال یونیون برلین         | v. کاستاریکا; ۳۰ مارس ۲۰۲۲                |
| مهاجم                                             | جیاسی زاردس        | ۲ سپتامبر ۱۹۹۱ ‏(۳۳ سال)  | 67   | 14 | باشگاه فوتبال کلرادو رپیدز         | v. هندوراس; ۲ فوریه ۲۰۲۲                  |
| مهاجم                                             | تیلور بوث          | ۳۱ مهٔ ۲۰۰۱ ‏(۲۳ سال)      | 0    | 0  | باشگاه فوتبال اوترخت               | v. بوسنی و هرزگوین; ۱۸ دسامبر ۲۰۲۱        |
| مهاجم                                             | Cade Cowell        | ۱۴ اکتبر ۲۰۰۳ ‏(۲۱ سال)   | 1    | 0  | باشگاه فوتبال سن‌خوزه ارث‌کوئیکز     | v. بوسنی و هرزگوین; ۱۸ دسامبر ۲۰۲۱        |
| - PRE = Preliminary squad/standby - INJ = Injured |                    |                          |      |    |                                    |                                           |

|}

## کادر مربی‌گری

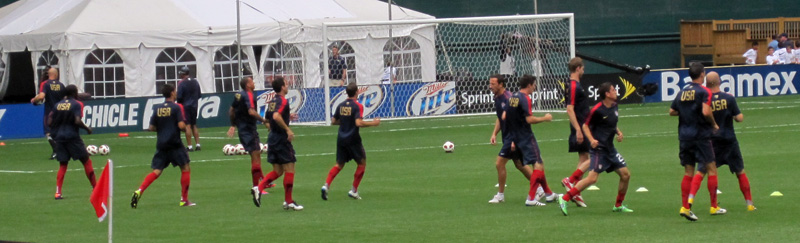
تمرینات در ارودی تیم ملی

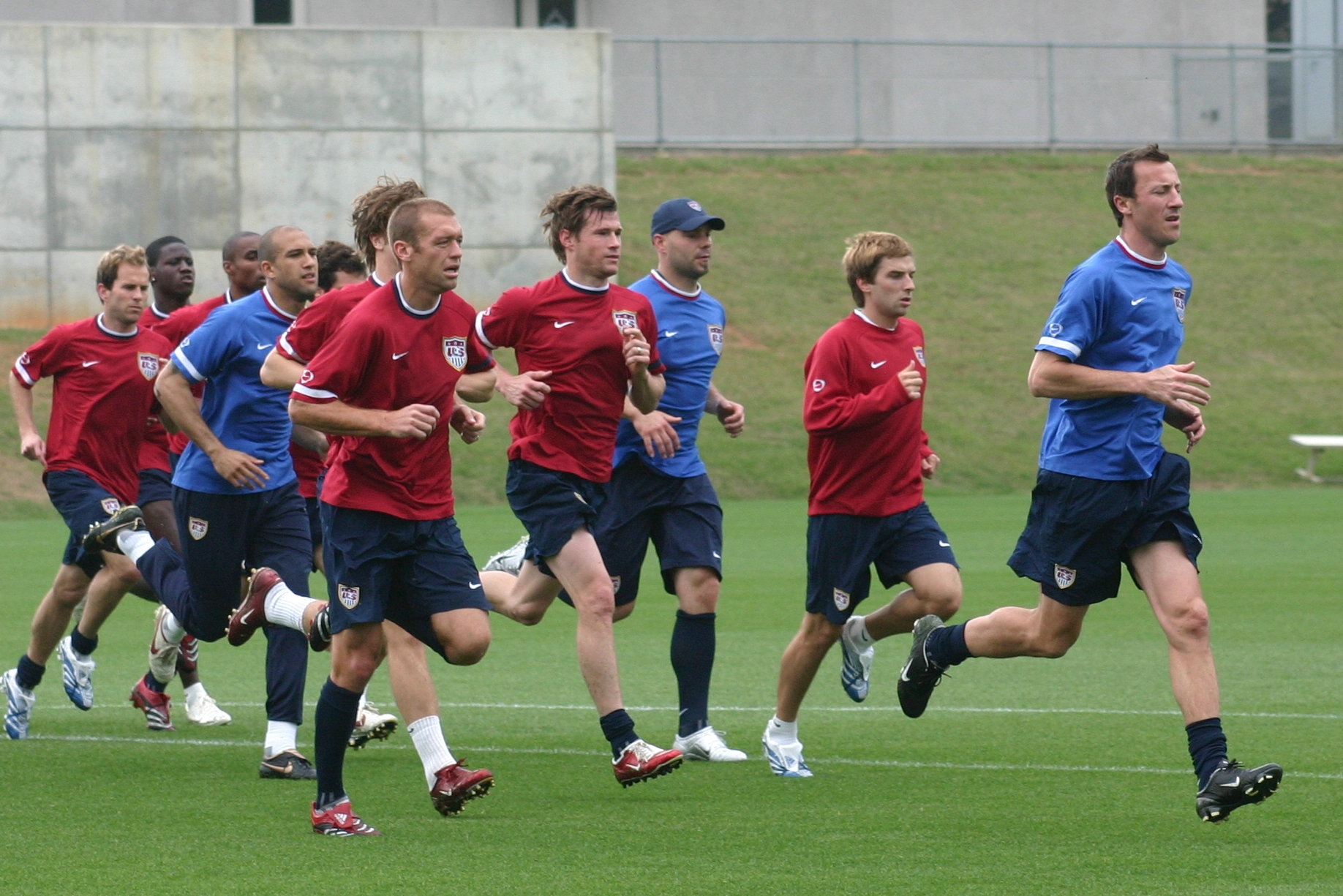
تمرینات در ارودی تیم ملی

کادر مربی‌گری
| سمت                          | نام            |           |
| ---------------------------- | -------------- | --------- |
| سرمربی                       | گرگ برهالتر    |           |
| مربی دستیار                  | بی.جی. کالاهان |           |
| مربی دستیار                  | Luchi Gonzalez |           |
| مربی دستیار                  | مربی دروازه‌بان | آرون هاید |
| Scout and opponent analyst   | اریک لائوری    |           |
| Head performance expert      | استیو تاشچیان  |           |
| مربی Movement و conditioning | دارسی نورمن    |           |
| Set piece coach              | لارس کنودسن    |           |

کادر فنی
| سمت        | نام           | تاریخ شروع  | منبع   |
| ---------- | ------------- | ----------- | ------ |
| مدیر ورزشی | ارنی استیوارت | اوت ۲۰۱۹    | [ ۱۳ ] |
| مدیر کل    | Brian McBride | ژانویه ۲۰۲۰ | [ ۱۴ ] |

## رکوردهای انفرادی

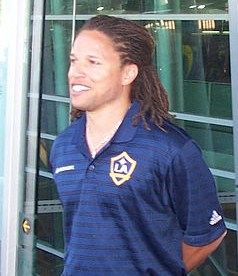
کوبی جونز با ۱۶۴ بازی بیشترین بازی را در ایالات متحده آمریکا را انجام داده است.

تا تاریخ ۲۵ نوامبر ۲۰۲۲.
Players in bold are still active with the national team.
| رتبه | بازیکن         | بازی‌ها | گل‌ها | Career    |
| ---- | -------------- | ------ | ---- | --------- |
| 1    | کوبی جونز      | 164    | 15   | ۱۹۹۲–۲۰۰۴ |
| 2    | لندون داناون   | ۱۵۷    | ۵۷   | ۲۰۰۰–۲۰۱۴ |
| 3    | مایکل بردلی    | ۱۵۱    | ۱۷   | ۲۰۰۶–۲۰۱۹ |
| 4    | کلینت دمپسی    | ۱۴۱    | ۵۷   | ۲۰۰۴–۲۰۱۷ |
| 5    | جف آگوس        | ۱۳۴    | ۴    | ۱۹۸۸–۲۰۰۳ |
| 6    | مارسلو بالبوآ  | ۱۲۷    | ۱۳   | ۱۹۸۸–۲۰۰۰ |
| 7    | دامارکوس بیزلی | ۱۲۶    | ۱۷   | ۲۰۰۱–۲۰۱۷ |
| 8    | تیم هاوارد     | ۱۲۱    | ۰    | ۲۰۰۲–۲۰۱۷ |
| 9    | جوزی التیدور   | ۱۱۵    | ۴۲   | ۲۰۰۷–۲۰۱۹ |
| 10   | کلودیو رینا    | ۱۱۲    | ۸    | ۱۹۹۴–۲۰۰۶ |

| رتبه | بازیکن              | گل‌ها | بازی‌ها | ضریب  | Career     |
| ---- | ------------------- | ---- | ------ | ----- | ---------- |
| 1    | کلینت دمپسی (list)  | ۵۷   | ۱۴۱    | 0.404 | ۲۰۰۴–۲۰۱۷  |
| 1    | لندون داناون (list) | ۵۷   | ۱۵۷    | ۰٫۳۶۳ | ۲۰۰۰–۲۰۱۴  |
| 3    | جوزی التیدور        | ۴۲   | ۱۱۵    | ۰٫۳۶۵ | ۲۰۰۷–۲۰۱۹  |
| 4    | اریک وینالدا        | ۳۴   | ۱۰۶    | ۰٫۳۲۱ | ۱۹۹۰–۲۰۰۰  |
| 5    | برایان مک‌براید      | ۳۰   | ۹۵     | ۰٫۳۱۶ | ۱۹۹۳–۲۰۰۶  |
| 6    | جوئه ماکس مور       | ۲۴   | ۱۰۰    | ۰٫۲۴۰ | ۱۹۹۲–۲۰۰۲  |
| 7    | کریستین پولیسیک     | ۲۱   | ۵۴     | ۰٫۳۸۹ | ۲۰۱۶–اکنون |
| 7    | بروس مورای          | ۲۱   | ۸۵     | ۰٫۲۴۷ | ۱۹۸۵–۱۹۹۳  |
| 9    | ادی جانسون          | ۱۹   | ۶۳     | ۰٫۳۰۲ | ۲۰۰۴–۲۰۱۴  |
| 10   | ارنی استوارت        | ۱۷   | ۱۰۱    | ۰٫۱۶۸ | ۱۹۹۰–۲۰۰۴  |
| 10   | دامارکوس بیزلی      | ۱۷   | ۱۲۶    | ۰٫۱۳۵ | ۲۰۰۱–۲۰۱۷  |
| 10   | مایکل بردلی         | ۱۷   | ۱۵۱    | ۰٫۱۱۳ | ۲۰۰۶–۲۰۱۹  |